# Diradius excisa
Diradius excisa is een insectensoort uit de familie Teratembiidae, die tot de orde webspinners (Embioptera) behoort. De soort komt voor in Guatemala.
Diradius excisa is voor het eerst wetenschappelijk beschreven door Ross in 1944.